# 558.ª Divisão de Granadeiros (Alemanha)
A 558ª Divisão de Granadeiros (em alemão:558. Grenadier-Division) foi uma unidade militar que serviu no Exército alemão durante a Segunda Guerra Mundial. Foi renomeada para 558. Volksgrenadier Division no dia 9 de outubro de 1944. Lutou na Polônia e no Leste da Prússia, se rendendo para as tropas soviéticas próximo de Pillau no final do mês de abril de 1945.

## Comandantes
| Comandante                         | Data                                       |
| 558ª Divisão de Granadeiros        | 558ª Divisão de Granadeiros                |
| ---------------------------------- | ------------------------------------------ |
| Generalleutnant Arthur Kullmer     | ? de agosto de 1944 - 9 de outubro de 1944 |
| 558. Volksgrenadier-Division       |                                            |
| Generalleutnant Werner von Bercken | 9 de outubro de 1944 - 28 de abril de 1945 |

## Área de operações
| Frente Oriental, setor central | agosto de 1944 - setembro de 1944 |
| Polônia & Leste da Prússia     | outubro de 1944 - abril de 1945   |